# مايكل باركس
مايكل باركس (بالإنجليزية: Michael Parks) (مواليد 24 أبريل 1940 في كاليفورنيا - 9 مايو 2017)، هو ممثل أمريكي بدأ مسيرته الفنية عام 1963.

## الأعمال
- ذا هيت مان
- اقتل بيل الجزء 1
- اقتل بيل الجزء 2
- المضاد للموت
- اغتيال جيسي جيمس من قبل الجبان روبرت فورد
- آرغو
- جانغو الحر
- جوال تكساس ووكر
- ناب

## وصلات خارجية
- مايكل باركس على موقع IMDb (الإنجليزية)
- مايكل باركس على موقع روتن توميتوز (الإنجليزية)
- مايكل باركس على موقع قاعدة بيانات الأفلام العربية
- مايكل باركس على موقع ألو سيني (الفرنسية)
- مايكل باركس على موقع ميوزك برينز (الإنجليزية)
- مايكل باركس على موقع تيرنر كلاسيك موفيز (الإنجليزية)
- مايكل باركس على موقع أول موفي (الإنجليزية)
- مايكل باركس على موقع قاعدة بيانات برودواي على الإنترنت (الإنجليزية)
- مايكل باركس على موقع قاعدة بيانات الأفلام السويدية (السويدية)
- مايكل باركس على موقع إن إن دي بي (الإنجليزية)